# 蒋争凡
蒋争凡，北京大学教授，主要从事“感染—免疫—肿瘤”等方面的研究工作。入选中华人民共和国教育部2011年度"长江学者"特聘教授。曾获得“谈家桢生命科学创新奖”等奖项。